# 周厚稳
周厚稳（？—），男，福建宁化人，中华人民共和国政治人物，曾任中共三明市委书记，福建省政协副主席。